# Phaeostigma (Magnoraphidia) major
Phaeostigma (Magnoraphidia) major is een kameelhalsvliegensoort uit de familie van de Raphidiidae. De soort komt voor in Europa.
Phaeostigma (Magnoraphidia) major werd voor het eerst wetenschappelijk beschreven door Burmeister in 1839.